# Sprendlinger Turngemeinde 1848
Die Sprendlinger Turngemeinde 1848 e. V. ist ein 1848 gegründeter Mehrspartenverein mit sportlichen und musikalischen Angeboten. Der Verein besteht aus elf Abteilungen. Sitz des Vereins ist in Dreieich (Hessen). Die Sprendlinger Turngemeinde ist der älteste Sport treibende Verein Dreieichs.

## Geschichte
1848 gegründet, legte die Sprendlinger Turngemeinde durch mehrere schwierige Zeitetappen hindurch fast kontinuierlich an Größe und Bedeutung zu und präsentiert sich heute mit einem breiten Spektrum sportlicher und musikalischer Betätigungsmöglichkeiten. Während zum Zeitpunkt der Vereinsgründung das Turnen im Vordergrund des Vereinsinteresses stand, wurde im Jahr 1890 eine Gesangsabteilung gegründet.
1905 erwarb der Verein sein heutiges Vereinsgelände in der Taunusstraße, die im Zuge einer Gebietsreform später in Rhönstraße umbenannt wurde. Zu Beginn nutzten die Vereinsmitglieder das erworbene Gelände als Turnplatz, bis im Jahr 1920 die Bauarbeiten für eine Notturnhalle begannen. 1927 folgte die Errichtung des Vereinshauses, das bis heute als Vereinszentrale dient und die Vereinsgaststätte beherbergt.
Während des Zweiten Weltkriegs wurde 1944 die Turnhalle durch Brandbomben beschädigt. Die Halle wurde Stück für Stück wiederaufgebaut und 1950 im Rahmen eines zweitägigen Festes feierlich inklusive einer Erweiterung wiedereröffnet. Zu dieser Zeit verfügte der Verein bereits über eine Fußball-, Handball-, Schwimm- und Tischtennisabteilung, die das Turn- und Gesangsangebot erweiterten.
Im Jahr 1958 folgten die umfangreiche Renovierung und der Ausbau der Vereinsturnhalle. Der Verein war Ausrichter des Gau-Turntages und des 1. Liedertages der hessischen Turnersänger. Darüber hinaus feierte man das 50-jährige Bestehen des Frauenturnens. Vier Jahre später wurde erneut renoviert und umgebaut, darüber hinaus folgte die Vereinigung der STG-Gesangsabteilung und des Chores Teutonia Sprendlingen.
Im Jahr 1969 war die STG erneut Ausrichter eines bedeutenden sportlichen Ereignisses: dem 1. Länderkampf der Gymnastik-Turnerinnen zwischen der damaligen ČSSR und der Bundesrepublik Deutschland. 1970 wurde der Musikzug gegründet.
Während 1993 die Handballabteilung aufgrund mangelnder Teilnehmerzahl aufgelöst wurde, konnte im gleichen Jahr der Trainingsbetrieb im Volleyball aufgenommen werden.
Im Jahr 1998 fanden umfangreiche Feierlichkeiten zum 150-jährigen Vereinsjubiläum statt. Die STG war Ausrichter des Frühjahrsturntages des Turngaus Main-Rhein, des Landespokals TGW am 9. Mai, einem Internationalen Turnier der Rhythmischen Sportgymnastik, der Deutschen Vereinsmannschaftsmeisterschaften im Rhönradturnen und des Hessenpokals Gymnastik und Tanz der Schülerinnen. 2004, 2006, 2010 und 2017 richtete die Sprendlinger Turngemeinde eine Vereinsturnschau aus, die großes Medien- und Publikumsinteresse genoss. 2012 erfolgten erste Planungen zur Sanierung der in die Jahre gekommenen Vereinsgebäude. Der Verein erweiterte sein Angebot um fitnessorientierte Kampfkunstangebote und stieß im Jahr 2014 nach erfolgter Baugenehmigung das größte Umgestaltungsprojekt seit der umfangreichen Renovierungen im Jahre 1950 an.

## Sportarten
Sowohl in den eigenen Vereinsräumlichkeiten als auch städtischen Hallen und Schwimmbädern bietet die Sprendlinger Turngemeinde ihren Mitgliedern Badminton, Fitness- und Gesundheitsangebote, Fußball, Jedermannsport, Kampfkunst, musikalische Angebote, spezielle Angebote für Senioren, Tischtennis, Turnen, Volleyball, Wasser- und Wintersport an.